# Christian Weise
Christian Weise, pseudonymy Siegmund Gleichviel, Orontes, Catharinus Civilis, Tarquinius Eatullus a další, (30. dubna 1642, Žitava – 21. října 1708, Žitava) byl německý spisovatel, dramatik a pedagog.

## Život
Christian Weise se narodil 30. dubna 1642 v žitavské rodině pomocného učitele Eliase Weise a Anny, dcery kazatele Georga Profelta. Jeho matka pocházela z rodiny exulantů, kteří do Žitavy přišli z Čech. Záhy předčasně zralý chlapec byl neúnavným čtenářem a na gymnáziu si jej pro jeho studijní úspěchy v klasických jazycích a náboženství oblíbil rektor Keimann. V roce 1659 odešel na Lipskou univerzitu, kde chtěl studovat práva, ale na otcovo přání se zapsal na teologii. Zde se podle svých pozdějších slov místo studentských radovánek „zamiloval pouze do papíru“ a onou dívkou v jeho mladických básních je prý alegorie vědy. V Lipsku se rozvinul jeho zájem o rétoriku, politiku, filosofii, historii a poezii, jejichž výuku si ještě rozšířil o soukromé lekce. Ve všech těchto oblastech nebyl zastáncem nějakých zcela nových tendencí, ale spíše živým popularizátorem, který v otázkách vyučování a duchovního života usiloval o větší duchaplnost, neboť odmítal být strnulým latiníkem ze staré školy. Kariéry teologa se vzdal, nikdy nekázal. V roce 1661 získal bakalářský titul, roku 1663 titul magistra, v červnu pak obdržel venia legendi za svou účast v disputacích. Po absolutoriu začal přednášet o rétorice, etice, životní moudrosti, dějinách a poetice a doufal v získání profesorského místa na fakultě, než ho hrabě Simon Philipp von Leiningen, ministr ve službách magdeburského administrátora Augusta von Sachsen-Weißenfels, poslal jako svého sekretáře do Halle. Po této zkušenosti se stal v roce 1670 Weise hofmistrem u barona Gustava Adolfa von der Schulenburg v Ampfurthu u Magdeburku, po pouhých šesti měsících však místo změnil a nastoupil jako profesor politiky, rétoriky a poezie na „Gymnasium illustre Augusteum“ v sasko-anhaltském Weißenfelsu. Zde strávil osm let a dočkal se prvních úspěchů jako učitel a spisovatel. 9. října 1671 se oženil s Regine Arnoldovou, dcerou pastora z Burgwerben. Jejich první dva synové zemřeli po narození, 4. května 1678 se narodil třetí syn Johann Elias, který přežil, jeho porod však stál matku život.
Jako vdovec přijal Weise nabídku z rodné Žitavy, kde z gymnázia právě odcházel jeho otec Elias. Nastoupil tu na místo rektora a vedoucího radní knihovny, v čemž následoval své bývalé učitele Christiana Keimanna a Christopha Vogela. 19. června 1679 se Weise podruhé oženil s Annou Reginou, rozenou Nesenovou, ze zámožné měšťanské rodiny. Syn a dcera z tohoto manželství po porodu zemřeli. K sedmým narozeninám svého syna Johanna Eliase proto Weise vydal pamětní knihu. Škola, která měla již dříve dobrou úroveň, získala pod Weisovým vedením vynikající pověst i za hranicemi Horní Lužice, takže do Žitavy přicházeli rovněž studenti z Braniborska, Saska a Slezska. Pro Weisovu činnost byly charakteristické četné slavnosti a rituály, především však školní divadelní představení, pro která napsal více než padesát her. Za třicet let, po které Weise vedl gymnázium a radní knihovnu, napsal vedle těchto školních dramat nesmírné množství učených i prakticky zaměřených pojednání, pedagogických spisů, satirických románů, komedií, příležitostných básní, protestantských církevních písní stejně jako učebnic. Zároveň udržoval kontakty s dalšími učenci, mimo jiné s Ehrenfriedem Waltherem von Tschirnhausem, Otto Menckem, Jacobem a Christianem Thomasiem, Christianem Daumem a zvláště potom s Bohuslavem Balbínem, s nímž se setkal v roce 1685 a kromě oboustranně přínosné korespondenční a publikační výměny ho oslavil v básni Ad R. P. Dominum Bohuslavum Balbinum ... Nejlepší popis Christiana Weise podal jeho bývalý žák, pozdější rektor gymnázia v Hamburku Johann Hübner: Neboť on byl nejprve velmi malé postavy, měl však náramně velké břicho. Očními víčky zamrkal za hodinu víc než tisíckrát. Byl také v očích potají ... popuzený. Bez přestání si vlhčil rty slinami a odplivoval si tak často, jak byly v proslovu čárky. Jeho hlas byl světlý soprán, který zněl tak nepříjemně, protože mocně skřípal. S prsty dělal během řeči zvláštní grimasy, jeho nohy ovšem byly navyklé sedět tak, že prsty u nohou měl pevně u sebe, zatímco paty si hověly jedna daleko od druhé. Stručně řečeno, měl vlastně vše, co by mohlo učinit řečníka směšným, ale přesto měl štěstí, že tohle všechno bylo jeho osobou překonáno.
Počátkem roku 1708 Weise pocítil, že slábne. Požádal městskou radu o svou emeritaci a jeho nástupcem se stal jeho bývalý žák Gottfried Hoffmann. Christian Weise zemřel 21. října 1708. Obyvatelé Žitavy mu prokázali velkou čest, když ho s barokní okázalostí 24. října pohřbili ve starém kostele sv. Jana. Při bombardování Žitavy císařským vojskem 20. července 1757 byl původní kostel i s Weisovým náhrobkem zničen. Dnes jeho jméno nesou dvě instituce: Christian-Weise-Bibliothek a Christian-Weise-Gymnasium. V Žitavě existuje také ulice Christian-Weise-Straße a pomník s Weisovou bustou.

## Literární dílo

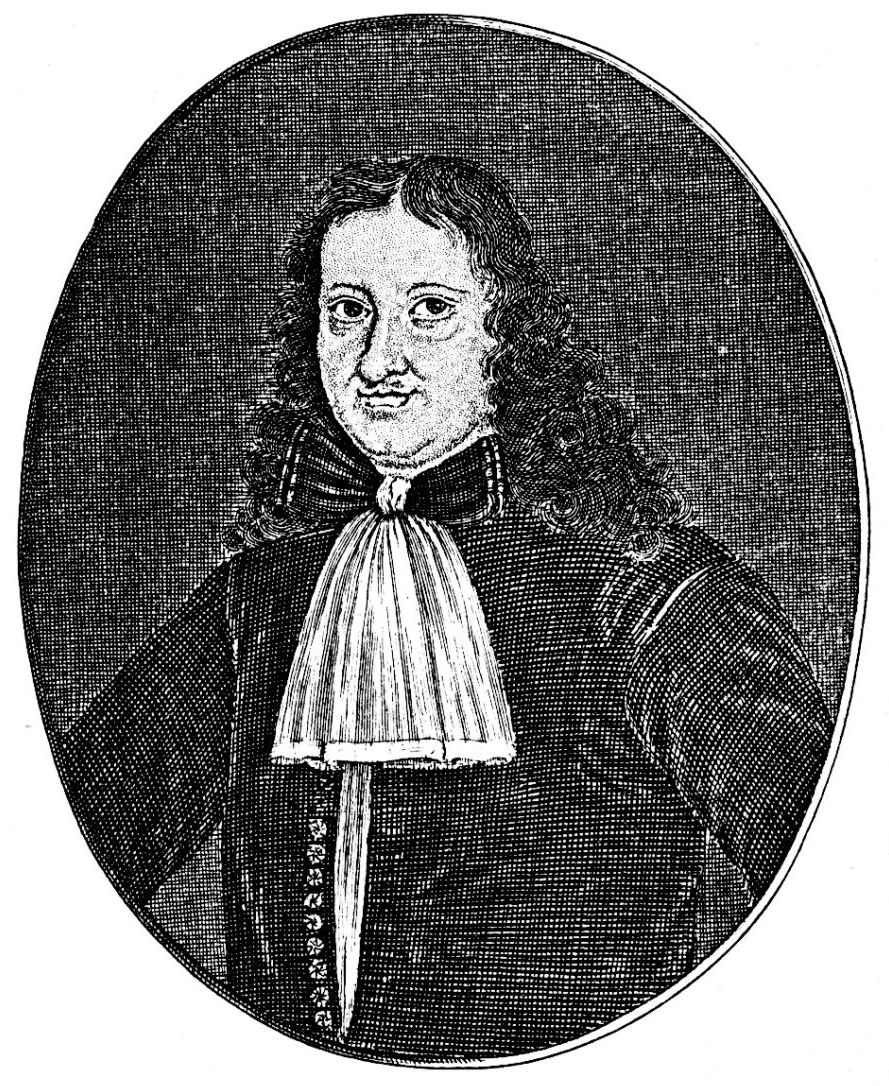
Christian Weise na mědirytině od J. C. Böcklina

### Lyrika
Německé pozdně barokní básnictví, které se orientovalo na barokně klasicistní francouzské (Nicolas Boileau) a anglické vzory, razilo ideál vtipem kontrolované jasnosti a přirozenosti. Christian Weise vyjadřuje ve svém díle Curiöse Gedancken von Deutschen Versen (1692) tento nový ideál pojmem „simplicita“. V teoretické rovině je lyrika pro Weise jen „kultivovaným podružným výtvorem“, neboť „poezie není ničím jiným než služebnicí výřečnosti, mladý člověk se s její pomocí učí vyjádřit své ideje nejen jasně, ale také elegantně“. Sám je autorem básnických sbírek Überflüssige Gedanken der grünenden Jugend (1668), Reise Gedanken (1683), Der grünenden Jugend notwendige Gedanken (1690), Tugendlieder (1719) a Buß- und Zeitandachten (1720). Zejména jeho mladické básně se vyznačují jednoduchým plynulým stylem kombinovaným s nedostatkem subjektivní látky, je jim vlastní žertovný a frivolní tón, směs reflexe a sentimentu. Weise v nich opouští dosud oblíbená mytologická, fantaskní či pastorální témata a vysmívá se puristům. Zároveň mu nechybí barokní nadsázka, se kterou píše milostné dialogy a jiné básně dramatickou formou. Lehký tón jeho poezie měl blízko k písňovému textu, proto není překvapivé, že některé z jeho básní zhudebnili Johann Christoph Pezel, Johann Krieger a Johann Sebastian Bach.

### Romány
Weisovy romány jsou psány v dobovém didaktickém žánru, jejich umělecká forma je na rozdíl od románu moderního zcela ve službách autorem zamýšleného morálního ponaučení. První a nejkratší román Die drey Haupt-Verderber in Teutschland (1671) je jakýmsi patriotickým návodem pro vzdělávání měšťanských úředníků, kteří jsou vysláni do služeb ke dvoru, kde musí – v politické rovině – náležitě vystupovat. Stejné téma má i román Die drey ärgsten Ertznarren (1672), v něž je přes satiricky laděné pasáže zjevná tendence k hofmistrovu poučení o třech arcibláznech a jejich bláznovství, které tvoří jádro tohoto díla. Pokračováním tří arcibláznů je román Drey Klügsten Leuten in der gantzen Welt (1675), v němž je mimo jiné vyslovena myšlenka, že poznáním minulosti člověk může dosáhnout pozemské blaženosti. Čtvrtý a poslední román Der Politische Näscher (1678) je potom věnován postupnému politickému prozření hlavní postavy. Tyto tzv. politické romány byly ve své době velmi populární, z dnešního pohledu jsou důležité pro studium svého literárního žánru a z hlediska středoevropských sociálních dějin druhé poloviny 17. století.

### Drama

#### Školní drama

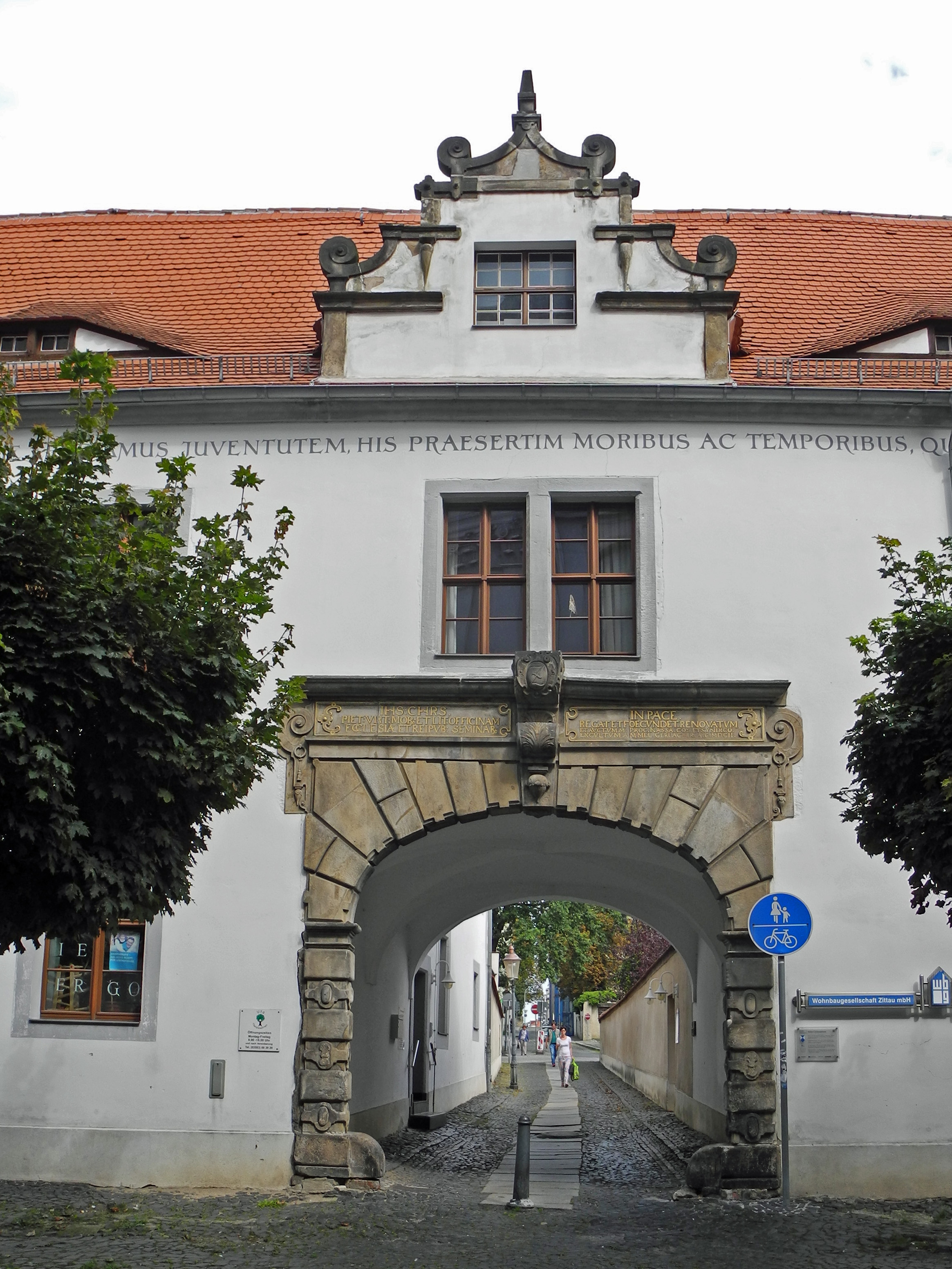
Renesanční budova původního Starého gymnázia u kostela sv. Jana v centru Žitavy (Johannisplatz 2)

Novodobou terminologií lze říci, že Christian Weise považoval vystupování v divadelní roli za efektivní metodu jazykového a sociálního učení. Školní divadlo, pro které koncipoval své hry, odpovídalo barokní tradici německých gymnázií. Protože své žáky dobře znal, role jim byly napsány „na tělo“. Jejich osobnosti se však vyvíjely a měnily, proto žádnou z her Weise již podruhé nepoužil. Divadlo se vždy hrálo tři dny za sebou, nejprve biblické drama, pak historický kus a nakonec veselohra. Každé představení trvalo až šest hodin a podíleli se na něm všichni žáci gymnázia, takže v jedné hře bylo až 80 účinkujících. Platící publikum tvořili občané a návštěvníci města, před nimiž měl Weise možnost se svými hrami prezentovat a kteří představovali stimulační ekonomický faktor v rozvoji školního divadla. Z celkem 55 Weisových dramatických děl bylo 30 vydáno tiskem, 15 se ztratilo a zbývajících 10 se zachovalo v rukopise. 11. února 1682 byla v žitavském gymnáziu poprvé uvedena truchlohra Trauerspiel von dem neapolitanischen Hauptrebellen Masaniello. Toto dílo patří dodnes mezi nejznámější a nejhranější Weisovy hry. Námětem textu je lidové povstání v Neapoli v létě 1647, o kterém vyšla v Padově roku 1648 podrobná zpráva, která byla v témže roce přeložena do němčiny. Z historických her lze uvést například oceňované drama Einer Misculance vom König Wenzel (1686), které se váže k pobytu Václava II. v Žitavě v roce 1279. Z celé řady komedií lze jmenovat hry Vom niederländischen Bauer, welchem der berühmte Prinz Philippus Bonus zu einem galanten Traume geholfen hat (1685) stejně jako Bäuerischer Machiavellus (1679), které jsou drsnou realistickou sondou do života selského stavu, dále komedii plnou intrik ze studentského prostředí: Der verfolgte Lateiner (1693) nebo situační komedii o měšťanských sousedských rozepřích: Schau-spiel von betrübten und wiederum vergnügten Nachbars Kindern (1699). Smyslem školního dramatu bylo pro Weise mravní a nábožensko-výchovné působení jak na žáky, tak na publikum. Divadlo rovněž splývalo s výukou rétoriky a ve Weisově dramaturgii uplatňovalo nejrůznější pedagogické, didaktické a přesvědčovací techniky.

#### Biblické drama
Zvláštním dramatickým žánrem, který Weise se svými žáky inscenoval, bylo biblické drama. Biblickou látku vybíral vždy ze Starého, nikdy z Nového zákona, protože by nastal problém s obsazením Ježíše a Satana. Námětům je odnímán obvyklý starozákonní kolorit, Weise totiž usiluje o to, aby drama bylo živé a zábavné. V tom se odlišuje od předchozích autorů a svých současníků. Jeho hry: Isaaks Opferung (1679), Jephtha's Tochtermord (1679), Nebukadnezar (1683), Salomon (1685), Naboths Weinberge (1685), Absalom (1686), Simson (1703), Kain und Abel (1704) a David (1683) obsahují četné aktualizace, vsuvky a komické prvky. Třebaže Weisovy divadelní texty sloužily jasně vymezenému účelu, byla dramatická tvorba oblastí, ve které jeho literární talent nejvíce vynikl. Lessing o jeho hře Masaniello v roce 1773 svému bratrovi napsal: „Má to volný shakespearovský děj, který ti velmi doporučuji k nápodobě. I ty, když budeš přehlížet ten pedantický chlad, který v tom panuje, tu a tam najdeš jiskry shakespearovského génia.“

### Pojednání a učebnice
Weisovy pedagogické zkušenosti jsou základem pro jeho dílo Der kluge Hofmeister vydané prvně v roce 1675. Jedná se o vůbec první učebnici, která byla sepsána v německém jazyce. Je systematicky strukturována a zabývá se významem historie pro účel výuky. Jako první pedagog formuloval Weise ve svém rozsáhlém úvodu metodické otázky vyučování dějepisu. Kniha měla velký ohlas v učeneckém prostředí a vyšla ještě za jeho života v devíti vydáních. Pro následující generaci již byla tato učebnice standardním dílem. Ve svém pojednání Der Politische Redner (1677) Weise tvrdí, že politika je „důvtip, kterým lze společnou existenci vhodně zakonzervovat“ a pomocí obvyklého chování tak zajistit dobrý život. Hlavním prostředkem k tomuto cíli je náležitá výřečnost. Důležitou roli při tom hraje také umění korespondence, jemuž je věnován spis Curieuse Gedanken von deutschen Brieffen (1691). Za Weisova působení v úřadu rektora vznikly učebnice: Systema theologicum (1708), Gründlicher und ordentlicher Inhalt der Theologie (1709), Ordentliche Trost- und Sterbens-Gedanken das ganze Jahr hindurch (1708), Enchiridion grammaticum (1682), Curieuse Gedanken von der Imitation (1698), čímž je myšlena imitace latinských autorů, Bellaria juventutis (versus memoriales) (1683), Doctrina logica (1687) a první německy psaná kniha o logice Curieuse Fragen über die Logik (1700).

## Pedagogika

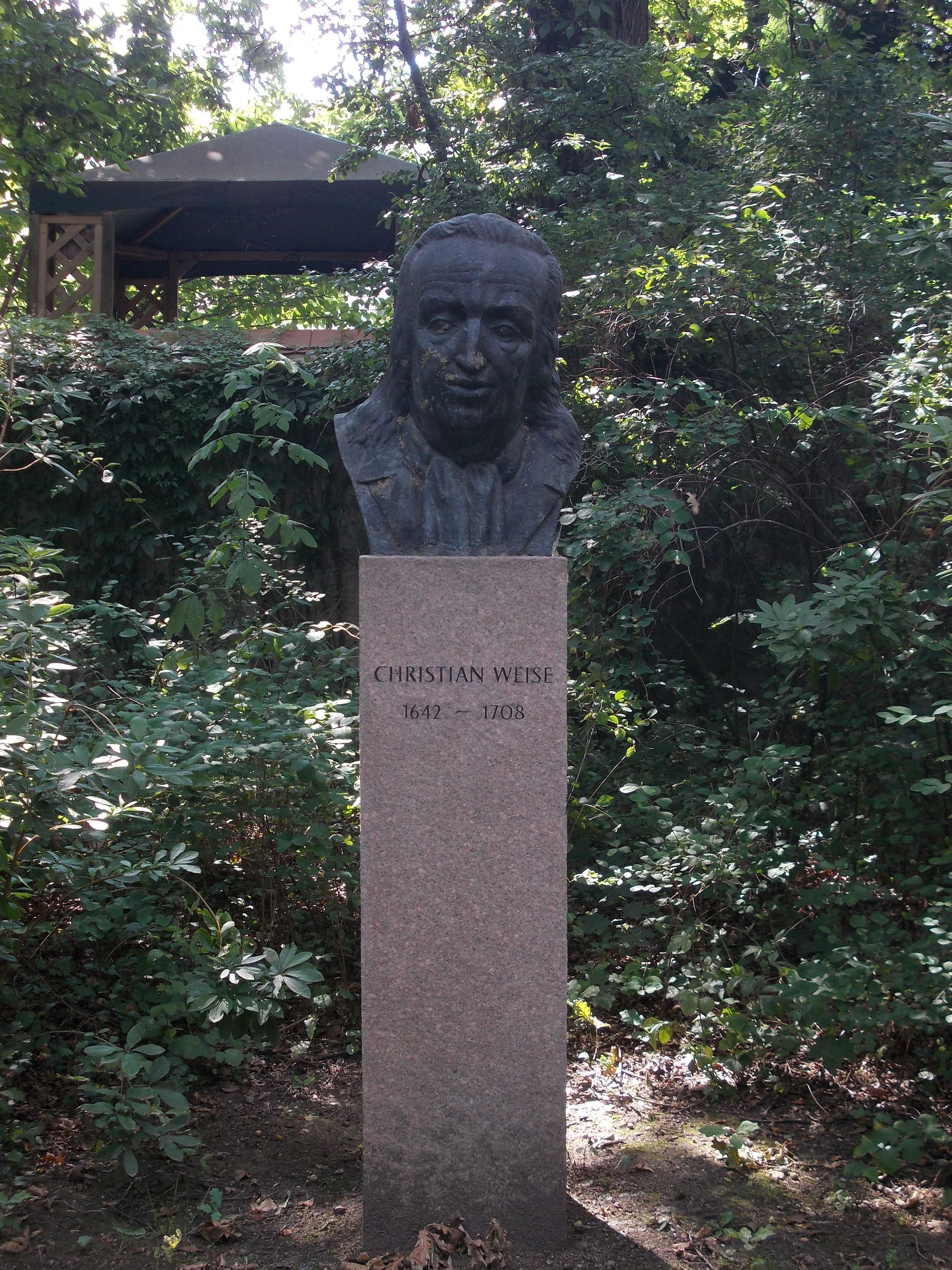
Pomník Christiana Weise v Žitavě

Christian Weise byl stejně jako Wolfgang Ratke, Jan Amos Komenský a Johannes Caselius představitelem reformační pedagogiky 17. století, která se vyznačovala úzkou vazbou mezi školou a životní praxí, a tedy spíše přirozenějším, praktičtějším a realističtěji zaměřeným vzděláváním, zdokonalováním učebních metod a pěstováním mateřského jazyka. Svůj pedagogický program představil Weise již ve své řeči při nástupu do úřadu rektora, kdy mimo jiné uvedl, že „učitel, který své žáky nezahrnuje otcovskou láskou, není žádným učitelem“. Školní disciplína by měla spočívat na síle osobnosti pedagoga, což však neznamená, že by vyučování nemělo být „snadné a radostné“. Jedním z cílů výuky bylo, aby studenti ovládli latinský jazyk jako „mateřštinu vzdělanců“ (doctorum lingua vernacula), přičemž se užívala spíše méně náročná klasická díla. Latina se ovšem rovnoměrně střídala s němčinou a nebyla v žádném případě hlavním vyučovacím jazykem. Náplní gymnaziálního studia pak měla být příprava na univerzitu. Weise je typickým zástupcem myšlenkových proudů pozdního baroka, které zdůrazňovaly modernizaci, užitečnost a uplatnitelnost vzdělání, a zároveň se v duchu této účelové racionality odkláněly od jazykové artistiky a nepotřebných disputací. Učební hodnota se v tomto pojetí přikládala také dosud opomíjené matematice a fyzice, ba i školní četbě časopisů. Jako představitel této nové generace reformního školství Weise v jednotlivostech kritizoval některé učební metody Komenského například v otázce svých vlastních zkušeností s praktickým používáním učebnice Orbis pictus, která podle jeho názoru funguje spíše v teoretické rovině, protože učí především obrazy zastupitelná podstatná jména, na rozdíl od sloves a částic. Jednu z životních zásad Christiana Weise, kterou uplatňoval při své pedagogické práci, lze vyjádřit výrokem: „Jdi dovnitř tak, abys byl každý den pro sebe samého vzdělanějším, opouštěj dům tak, abys byl den ode dne prospěšnějším pro své rodné město a pro svůj stát.“

### Pedagogické principy

#### Princip blízkosti k životu
„Nechtěl jsem totiž, aby mé vědění někomu škodilo, příčí se mi učit něco, co může při zdravém přemýšlení nakonec upadnout v zapomnění.“

#### Princip individuality
„Kolik existuje nadání, tolik plánů je nutných k tomu, aby byla tato nadání podpořena.“

#### Princip humanity
„… když však na své syny kvůli učiněným bolestem rozhněvané matky zanevřou, když hrozí nebezpečí, že se novoroční dárky scvrknou na minimum, když náhle pro neúčast odpadnou soukromé hodiny, pak se mnozí sami zpronevěří síle a i při těch nejhorších případech budou jednat se shovívavostí.“

## Výběrová bibliografie

### Původní vydání
- 1668 Der grünen Jugend uberflüssige Gedanken
- 1668 Die Triumphirende Keuschheit
- 1671 Die drey Haupt-Verderber in Teutschland. Dostupné online
- 1672 Die drey ärgsten Ertz-Narren Jn der gantzen Welt. Dostupné online
- 1675 Der Grünen Jugend Nothwendige Gedancken. Dostupné online
- 1675 Drey Klügsten Leuten in der gantzen Welt. Dostupné online
- 1677 Der Politische Redner. Dostupné online
- 1678 Der Politische Näscher. Dostupné online
- 1678 De Poesi Hodiernorum Politicorum. Dostupné online
- 1679 Baurischer Machiavellus. Dostupné online
- 1682 Von Jacobs doppelter Heyrath. Dostupné online
- 1682 Masaniello. Dostupné online
- 1682 Von Tobias und der Schwalbe. Dostupné online
- 1683 Zittauisches Theatrum. Dostupné online
- 1684 Neu-Erleuterter Politischer Redner. Dostupné online
- 1690 Politische Fragen. Dostupné online
- 1691 Curiöse Gedancken Von Deutschen Brieffen. Dostupné online
- 1692 Curiöse Gedancken Von Deutschen Versen. Dostupné online
- 1696 Der verfolgte Lateiner
- 1701 Curiöse Gedancken Von Wolcken-Brüchen. Dostupné online
- 1716 Epistolae Selectiores. Dostupné online

### Kritické edice
- Sämtliche Werke. Hrsg. von Hans-Gert Roloff. Berlin ; New York : de Gruyter, [1971-].Band 1 Historische Dramen I, Band 2 Historische Dramen II, Band 3 Historische Dramen III, Band 4 Biblische Dramen I, Band 5/Teil 2 Biblische Dramen II, Band 6 Biblische Dramen III, Band 8 Biblische Dramen V, Band 11 Lustspiele II, Band 12, Band 13 Lustspiele IV, Band 15 Schauspiele II, Band 16 Schauspiele III, Band 17 Romane I, Band 18 Romane II, Band 19 Romane III, Band 21 Gedichte II, Band 23 Politische Schriften I.
- Der Briefwechsel zwischen Bohuslav Balbín und Christian Weise 1678–1688 : lateinisch-deutsche Ausgabe. Příprava vydání Ludwig Richter; překlad Günther Rautenstrauch. 1. vyd. Stuttgart: Franz Steiner, 2010. 338 s. (Forschungen zur Geschichte und Kultur des östlichen Mitteleuropa ; Bd. 38. Quellen ; Bd. 2). ISBN 978-3-515-09688-1.